# 元代文學
元代文學是指蒙古滅金（1234年）至朱元璋推翻元順帝（1368年）的一段時期內的文學。雖然元朝統治時期較短，但意義比較重大，因為叙事文學第一次成了主導地位。

## 平話
叙事文學自唐代開始，有傳奇小說、變文、俗講。宋代的勾欄成了話本及雜耍的表演場所。宋代說話分四大流派，有小說、說經、講史、合生。到了元朝，說話繼續流行。
其中說書藝術中的講史－平話是民間裡的文人記錄及整理講史藝人口頭創作，或者模仿講史的體裁的通俗讀物。現存宋元平話共約八種，包括了大唐三藏取經詩話。

## 雜劇
元朝出現的劇本數量多，元雜劇530種，南戲210種，但大部分已經失散。元雜劇又稱北曲，主要流行於中國大部分地區，而南戲主要流行華南沿海地區。雜劇編劇家人才不斷湧現，有關漢卿、白朴、馬致遠、
王實甫、白仁甫、鄭光祖、高文秀、曾瑞、施惠、乔吉、秦簡夫、蕭德祥等等。

## 散曲
散曲是元代流行的歌曲，以抒情為主，與唐宋詩詞關係密切。